# Symbolisme des noms
Le symbolisme des noms concerne la portée, la signification symbolique des noms, soit noms propres soit noms communs, alors qu'ils semblent conventionnels, arbitraires. À l'instar des autres mots pleins (adjectif, verbe et adverbe), le nom produit du sens, mais c'est en outre la seule catégorie (à l'exception toutefois de certains pronoms et de certains adverbes) à pouvoir être associée à un référent (ou référence), c'est-à-dire, à un objet de la réalité extralinguistique. De là vient la possibilité pour un nom d'être symbole. Un nom est symbole quand il a un lien naturel avec autre chose en vertu d'une correspondance analogique. Soutenir l'existence d'un symbolisme des noms, c'est affirmer une corrélation directe entre un nom et son sens. 
Par exemple, le psychanalyste Charles Baudouin, relevant les grands noms de la psychanalyse (Freud, Adler, Jung), a fait observer qu'il est curieux qu'en allemand le nom de Freud signifie "joie", celui d'Adler "aigle" et celui de Jung "jeune", alors que ces trois auteurs se sont respectivement intéressés au plaisir, à la volonté de puissance et aux prises de position métaphysiques qu'impose la deuxième moitié de la vie. Évidemment, ce genre de raisonnement est très contestable, mais il plaît aux poètes, aux ésotéristes, aux psychanalystes.

## Distinctions
- Nom propre, nom commun. Un nom commun désigne tous les représentants d'un même genre ; il représente un vivant, un objet, un événement... ; grammaticalement, il est précédé d'un déterminant ("un", "le", "ce"...) et commence avec une lettre minuscule. Un nom propre désigne une personne, une chose unique ; grammaticalement, un nom propre prend une majuscule. Les noms propres couvrent les personnes, les lieux, les "nombres propres par destination (collectivités, groupes, institutions, dynasties)", les œuvres, les événements[1]. - Nom concret, nom abstrait. Un nom concret représente ce qui peut être perçu, connu par les sens. Un nom abstrait désigne une qualité, une manière d'être, une conception de l'esprit. - Nom collectif. Le nom collectif désigne plusieurs êtres, un groupe : par exemple, la forêt, une équipe.
- Symbole, symbolique, symbolisme, symbologie. Symbolique et symbolisme sont liés. 1) "Le symbole est un signe concret évoquant par un rapport naturel quelque chose d'absent ou d'impossible à percevoir" (André Lalande, Vocabulaire technique et critique de la philosophie). 2) Le symbolisme des noms concerne d'une part leur capacité à signifier, peut-être à agir, influencer, activer, d'autre part leur statut à être interprétés. 3) La symbolique des noms concerne le système signifiant des noms. Chacun entre dans un réseau (chacun appelle son contraire, son complémentaire, son proche, sa forme ancienne, sa figuration, etc.). M. Blanc s'oppose à M. Noir.
- Syntaxe, sémantique, pragmatique. L'approche sémiotique, depuis Charles W. Morris[2], examine trois points de vue, qu'on peut appliquer au symbolisme du nom : 1) la syntaxe (les rapports entre noms), 2) la sémantique (le sens des noms, ce qu'ils désignent indirectement, par analogie naturelle)[soit relation signifiant/signifié, soit relation signe/référent], 3) la pragmatique (l'utilisation des noms symboliques dans une situation de communication).

## Analogies et correspondances
- Voir : Analogies et correspondances.

## Quelques noms
- Pelléas et Mélisande (1893), de Maurice Maeterlinck, est une œuvre phare du théâtre symbolique. Le nom de Mélisande, outre le souvenir de Mélusine, la sirène mélodieuse, se rapproche de Melos, qui signifie "chant" en grec. De plus, les deux amants sont reliés par la sonorité de leur nom : Pelléas/ Mélisande, EL/EL. Les deux sons LEAS/LIS suggèrent un même mouvement lisse. L'intégration sonore du couple est ainsi renforcée. Golaud, le vieux mari qui tue l'amoureux de sa jeune épouse, s'oppose phonétiquement à Pelléas. Le groupe GL fait songer à "sanGLots", "enGLoutissements", à la mort qui rôde durant toute l'œuvre, ou alors à GLas. Pour "Pelléas", le PL fait penser à "Pleurs" ("C'est Pelléas. Il a pleuré").
- L'assassin de Jean Jaurès, en 1914, s'appelle Raoul Villain.
- En anglais, "rossignol" se dit nightingale, c'est-à-dire 'night songstress, "chanteur de nuit", car il chante aussi la nuit.

## Le symbolisme des noms dans la religion égyptienne
Pour les Anciens Égyptiens, donner un nom -ren- à un être ou à une chose revient à lui donner la vie et à lui donner une forme. Ainsi, ils lui attribuaient une puissance profonde et pensaient qu’en possédant le nom d’une personne ou d’une divinité, ils pouvaient profiter de son pouvoir et, dans le cas d'un être humain, avoir une influence sur son Kâ, avant et après la mort. Un des pires châtiments pour les Égyptiens -en dehors du démembrement de leur corps qui rendait leur passage vers l’au-delà impossible- était la suppression de leur nom, qui plongeait ainsi leur Kâ dans l’oubli car, effacer un nom, c’est anéantir l’entité qu’il représente. À l’inverse, nommer un défunt ou une divinité, lors d’offrandes quotidiennes, c'est conserver sa mémoire. Le nom avait une telle importance et une telle puissance, qu’il est arrivé que des Pharaons fassent effacer les stèles de leurs prédécesseur, par peur de leur influence, même après la mort, sur les affaires du royaume. Ce fut ce qui arriva à Akhénaton, et à Hatchepsout, la seule femme qui fut Pharaon. Un des rites magiques les plus puissants associé au nom a vu le jour dès l’Ancien Empire. On inscrivait alors les noms des ennemis de Pharaon sur des vases -ou sur des statuettes- qui étaient ensuite brisés ("tués") puis enterrés. La puissance de l'image était aussi inextricablement liée à la puissance du nom : toute représentation d’un être ou d’un objet participe de cet être ou de cet objet. De là vient le pouvoir des amulettes qui étaient portées par les vivants (ou placées sur une momie) et qui représentaient des divinités ou des objets chargés de force magique. Ainsi, celui qui portait cette amulette mettait sa puissance à son propre service.

## Historique
Les philosophes grecs essaient de trouver du sens dans l'étymologie ou les homophonies. Par exemple, Platon (Phédon, 80 d), Plotin, Porphyre de Tyr, font dériver le mot "Hadès" ('Aidês, le dieu de la mort, les Enfers) de aidês ("invisible").
Platon, dans le Cratyle s'interroge sur l'origine conventionnelle ou naturelle des noms. Hermogène et Cratyle, deux personnages du dialogue, représentent deux courants de pensée opposés. Hermogène est partisan d’une thèse conventionnaliste, il affirme que le langage et les noms sont le fruit d’une convention (thesis). "Par convention, on pose le nom sur la chose." Cratyle, lui, défend la thèse naturaliste, il affirme que les noms sont formés selon la nature (phusis) même des choses. "De la chose, émane son nom." Socrate accepte de discuter de la question de la justesse des noms (onoma).
Les stoïciens soutiennent que le nom (onoma) signifie la qualité propre (idiôn poîon), alors que l'appellatif (prosêgoria) signifie une qualité commune (koinôs poîon) (Diogène Laërce, VII, 58).
Le néo-pythagoricien Nigidius Figulus (vers 50 av. J.-C.) a insisté sur "la rectitude des noms" (leur qualité naturelle, leur conformité à la raison) :
"Selon l'enseignement de Nigidius Figulus dans ses Commentaires grammaticaux, les noms et les mots ne sont point d'un emploi arbitraire, mais se composent d'après un instinct occulte et une intention de la nature... Les mots sont plutôt des signes naturels que des signes fortuits... Quand on prononce vos ["vous", en latin], observe-t-il, on fait un certain mouvement de la bouche, qui s'harmonise avec la signification du mot lui-même : on avance un peu l'extrémité des lèvres, et nous dirigeons ainsi vers nos interlocuteurs notre respiration et notre souffle. Mais, quand nous disons nos ["nous"], au contraire, nous n'extériorisons pas autant notre souffle, et nous ne prononçons point en avançant les lèvres, mais nous retenons, pour ainsi dire, l'un et l'autre au dedans de nous." (Nigidius Figulus, fragment 41 = Aulu-Gelle, Nuits attiques, XLI, trad. L. Legrand, Publius Nigidius Figulus, philosophe néo-pythagoricien orphique, L'Œuvre d'Auteuil, 1931, p. 115).
Philon d'Alexandrie, un philosophe juif mort en 54, grand spécialiste de l'interprétation allégorique de la Bible, soutient que les noms des Patriarches (Abraham, Isaac et Jacob) laissent entendre "une réalité moins apparente et bien supérieure à celle des objets sensibles" (D'Abraham, § 52). Dieu a changé "Abram" en "Abraham" (Du changement des noms, § 60-76).
Au début du Ve siècle et dans l'école néoplatonicienne d'Athènes, il était courant d'appeler les noms des dieux des agalmata, ou statues, c'est le cas de Proclus, mais aussi de Syrianus, Hermias, Damascius... Le nom divin est en quelque sorte une statue sonore. On retrouve cela chez le pseudo-Denys l'Aréopagite (Les noms divins) (vers 490).
La kabbale joue un grand rôle. En kabbale juive, schem ha-meforasch est la science des 72 Noms de Dieu. En kabbale chrétienne, Johannes Reuchlin définit la kabbale comme "une théologie symbolique où lettres et les noms sont non seulement les signes des choses, mais encore la réalité des choses". Le nom sacré de Dieu, chez les Juifs, est YHWH (יהוה), ce Nom est composé des quatre lettres yōḏ (י), hē (ה), wāw (ו) hē (ה) : c'est le Tétragramme sacré. Johannes Reuchlin, grand nom de la kabbale chrétienne, dans le De verbo mirifico (Le verbe admirable, 1494), déclare que le nom de Jésus, traduit en hébreu s'écrit avec les quatre lettres de YHVH, en ajoutant au centre de ces quatre lettres (regardées comme voyelles, dans un alphabet consonantique), une consonne, shin, qui permet de dire le nom de Dieu, jusqu'alors ineffable. Le nom de Dieu à l'époque de la nature était le trigramme Sadaï, à l'époque de la Loi (Moïse) c'était le tétragramme ineffable Adonaï, enfin, à l'époque de la grâce (avec Jésus), c'est le pentagramme Jhesu. Agrippa de Nettesheim affirme dans sa Philosophie occulte (édition 1533), III, chap. 12 que toute la puissance de produire des prodiges réside dans le seul nom de Jésus.
James Frazer, dans le Rameau d'or (1911-1915) a étudié de près le tabou onomastique, l'interdit de dire certains noms de personnes : les degrés de parenté, les noms des morts, les noms des rois et d'autres personnages sacrés, les noms des dieux, les noms communs. Des groupes spéciaux de termes sont employés pour parler des personnes de sang royal en Birmanie, au Cambodge, à Samoa, ou pour les rois et chefs de Tahiti, des Fidji, de Tonga.

## Techniques de décodage
Il y a deux niveaux dans l'art de décoder (identifier et interpréter) les symboles, leur code : le déchiffrage et le décryptage. Quand on déchiffre, on connaît le code ; quand on décrypte : on ne le connaît pas.
- Première technique : le répertoire. Il faut identifier les objets porteurs du même nom. Quel est le point commun ? Qu'ont en commun tous les lieux qui s'appellent "Paris" ?
- Deuxième technique : l'étymologie. "Mélanie" vient du grec et signifie "noir(e) (de peau)".
- Troisième technique : la phonétique.
- Quatrième technique : les jeux de mots[6]. Ils marchent par substitution ou par enchaînement. Polysémie. Homonymie : "saint, sein, cinq". Synonymie. Antanaclase : figure de rhétorique qui consiste à reprendre un mot dans une phrase, mais sous un sens différent, par exemple 'Tu es Pierre et sur cette pierre je bâtirai mon Église'". Charade (avancée par Ampère) : "Mon premier marche, mon second nage, mon tout vole", et on obtient "Hanneton" (Âne, Thon). Anagramme : "Révolution française" donne, en permutant les lettres, "Un veto corse la finira" ; "Pierre de Ronsard" est la "Rose de Pindare". Contrepèterie : permutation que l'on fait subir à un ou plusieurs mots, de manière à en altérer le sens tout en en conservant leur consonance : "un sot pâle" donne "un pot sale", Léon-Paul Fargue changeait "Critique de la raison pure" (Kant) en "Cripure de la Raison tique". L'ambiguïté. Le lapsus révélateur : un Premier ministre, Jean-Pierre Raffarin, le 16 oct 2003, devant l'Institut des hautes études de Défense nationale (IHEDN), évoque "la dynamique de dépense" au lieu de la "dynamique de défense".
- Cinquième technique : la combinatoire ésotérique des lettres. Les kabbalistes juifs, depuis Éléazar de Worms et Abraham Aboulafia (vers 1290), utilisent la combinaison des lettres (hokhmat ha-zeruf), et ses trois procédés[7]. La gematria dévoile la valeur numérique d'un nom et, par là, ses équivalents, d'autres mots ou noms de même valeur ; par exemple, Adam אדם vaut 1 + 4 + 40 (alef א ) +  (dalet ד) + (mem מ). La notarique permet, à partir des lettres d'un mot ou d'un nom, de construire des phrases consistant en des mots dont les initiales, mises bout à bout, reconstituent le mot d'origine et donc en révèlent les significations secrètes ; par exemple, Adam, formé des lettres hébraïques alef, dalet, mem, renvoie à Adam, David, Messiah (Messie). La temoura consiste à substituer à chaque lettre d'un mot une autre lettre conformément à un système de substitution ; par exemple, si, dans l'alphabet hébreu, on remplace la dernière lettre par l'avant-dernière, et ainsi de suite, on peut lire dans Sheshak (Jérémie, XXV, 26 ; LI, 41) : Bavel (Babylone).